# Rukomet na OI 1980. – muškarci
Muški rukometni olimpijski turnir 1980. odigrao se od 20. do 30. srpnja. 

## Glavni turnir

### Skupina A
|    | Reprezentacija | Bod. | Ut. | Pob. | N. | Por. | Pos. | Pri. | RP  |
| -- | -------------- | ---- | --- | ---- | -- | ---- | ---- | ---- | --- |
| 1. | DR Njemačka    | 9    | 5   | 4    | 1  | 0    | 108  | 92   | +16 |
| 2. | Mađarska       | 8    | 5   | 4    | 0  | 1    | 96   | 88   | +8  |
| 3. | Španjolska     | 5    | 5   | 2    | 1  | 2    | 102  | 106  | -4  |
| 4. | Poljska        | 5    | 5   | 2    | 1  | 2    | 123  | 97   | +26 |
| 5. | Danska         | 2    | 5   | 1    | 0  | 4    | 96   | 104  | -8  |
| 6. | Kuba           | 1    | 5   | 0    | 1  | 4    | 103  | 141  | -38 |

20. srpnja 1980.
|  | Danska      | 30:18 | Kuba       |  |
|  | Mađarska    | 20:20 | Poljska    |  |
|  | DR Njemačka | 21:17 | Španjolska |  |

22. srpnja 1980.
|  | Poljska     | 34:19 | Kuba     |  |
|  | Španjolska  | 20:19 | Danska   |  |
|  | DR Njemačka | 14:14 | Mađarska |  |

24. srpnja 1980.
|  | Mađarska         | 20:17 | Španjolska |  |
|  | Poljska          | 26:12 | Danska     |  |
|  | Istočna Njemačka | 27:20 | Kuba       |  |

26. srpnja 1980.
|  | Španjolska  | 24:24 | Kuba    |  |
|  | Mađarska    | 16:15 | Danska  |  |
|  | DR Njemačka | 22:21 | Poljska |  |

28. srpnja 1980.
|  | Mađarska    | 26:22 | Kuba    |  |
|  | Španjolska  | 24:22 | Poljska |  |
|  | DR Njemačka | 24:20 | Danska  |  |

### Skupina B
|    | Reprezentacija | Bod. | Ut. | Pob. | N. | Por. | Pos. | Pri. | RP   |
| -- | -------------- | ---- | --- | ---- | -- | ---- | ---- | ---- | ---- |
| 1. | SSSR           | 8    | 5   | 4    | 0  | 1    | 134  | 75   | +59  |
| 2. | Rumunjska      | 8    | 5   | 4    | 0  | 1    | 119  | 88   | +31  |
| 3. | Jugoslavija    | 8    | 5   | 4    | 0  | 1    | 132  | 92   | +40  |
| 4. | Švicarska      | 4    | 5   | 2    | 0  | 3    | 110  | 98   | +12  |
| 5. | Alžir          | 2    | 5   | 1    | 0  | 4    | 94   | 124  | -30  |
| 6. | Kuvajt         | 0    | 5   | 0    | 0  | 5    | 64   | 176  | -112 |

20. srpnja 1980.
|  | Jugoslavija | 22:18 | Alžir     |  |
|  | Rumunjska   | 32:12 | Kuvajt    |  |
|  | SSSR        | 22:15 | Švicarska |  |

22. srpnja 1980.
|  | Rumunjska   | 26:18 | Alžir     |  |
|  | SSSR        | 38:11 | Kuvajt    |  |
|  | Jugoslavija | 26:21 | Švicarska |  |

24. srpnja 1980.
|  | Švicarska   | 32:14 | Kuvajt    |  |
|  | SSSR        | 33:10 | Alžir     |  |
|  | Jugoslavija | 23:21 | Rumunjska |  |

26. srpnja 1980.
|  | Švicarska   | 26:18 | Alžir  |  |
|  | Jugoslavija | 44:10 | Kuvajt |  |
|  | Rumunjska   | 22:19 | SSSR   |  |

28. srpnja 1980.
|  | Alžir     | 30:17 | Kuvajt      |  |
|  | Rumunjska | 18:16 | Švicarska   |  |
|  | SSSR      | 22:17 | Jugoslavija |  |

### Utakmice za plasman
30. srpnja 1980.
za 11. mjesto
- Kuba -  Kuvajt 32:24

za 9. mjesto
- Danska -  Alžir 28:20

za 7. mjesto
- Poljska -  Švicarska 23:22

za 5. mjesto
- Španjolska -  Jugoslavija 24:23

za broncu
- Mađarska -  Rumunjska 18:20

za zlato
- DR Njemačka -  SSSR 23:22 (pr.)

| Zlato | Srebro | Bronca |
| --- | --- | --- |
| DR Njemačka Siegfried Voigt Günter Dreibrodt Peter Rost Klaus Gruner Hans-Georg Beyer Dietmar Schmidt Hartmut Krüger Lothar Doering Ernst Gerlach Frank-Michael Wahl Ingolf Wiegert Wieland Schmidt Rainer Höft Hans-Georg Jaunich | SSSR Mihail Iščenko Viktor Mahorin Serhij Kušnirjuk Aleksandr Karšakevič Vladimir Kravcov Vladimir Belov Anatolij Fedjukin Aleksandr Anpilogov Jevgenij Černišov Aleksej Žuk Nikolaj Tomin Jurij Kidjajev Vladimir Repijev Valdemar Novicki | Rumunjska Nicolae Munteanu Marian Dumitru Iosif Boros Maricel Voinea Vasile Stînga Radu Voina Cezar Draganita Cornel Durau Stefan Birtalan Alexandru Fölker Neculai Vasilca Lucian Vasilache Adrian Cosma Claudiu Eugen Ionescu |